# تترااکسیژن

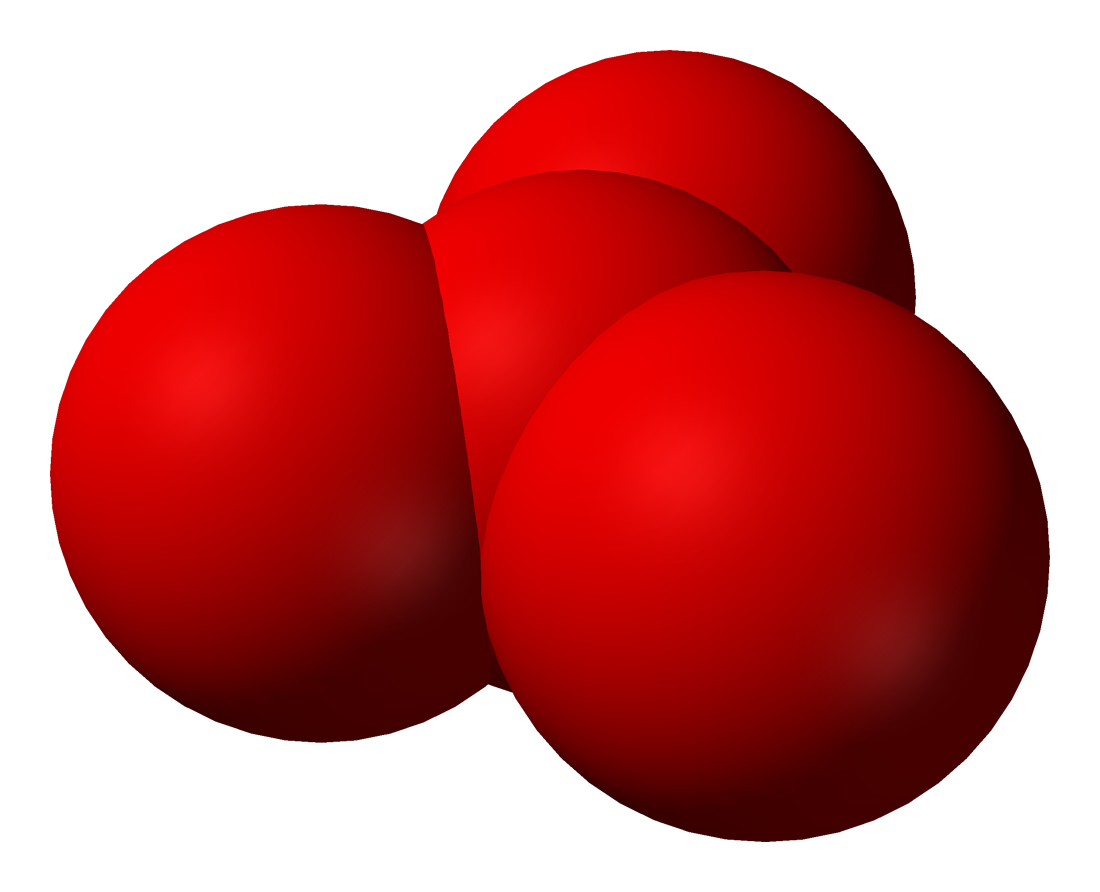
مدل فضاپرکن از اکسیژن چهارتایی

تترااکسیژن یا اکسیژن چهارتایی (به انگلیسی: Tetraoxygen) با فرمول مولکولی (O۴) برای اولین‌بار در سال ۱۹۲۴ و توسط گیلبرت لوئیس، پیش بینی شد. او وجود این گونه مولکولی را به‌عنوان توضیحی برای عدم تطابق اکسیژن مایع از قانون کوری پیشنهاد کرد. شبیه سازی کامپیوتری نشان می‌دهد که اگر چه این هیچ گونه پایداری از این مولکول در اکسیژن مایع تشکیل نمی‌شود، با این‌حال مولکول‌های اکسیژن (O۲) تمایل به تشکیل گونه‌های زودگذر و ناپایدار از اکسیژن چهارتایی را دارند.  در سال ۱۹۹۹ ، محققان تصور کردند که اکسیژن در فاز جامد (در فشارهای بالاتر از ۱۰ گیگاپاسکال ) به‌صورت اکسیژن چهارتایی وجود خواهد داشت. با این حال، در سال ۲۰۰۶، توسط بلورنگاری اشعه ایکس نشان داد که این فاز پایدار که به‌عنوان اکسیژن اپسیلون (ε) یا اکسیژن قرمز شناخته می‌شود، در واقع نوعی اکسیژن هشت‌تایی (O۸) است.